# DMARC
DMARC (англ. Domain-based Message Authentication, Reporting, and Conformance) — технологія, що дозволяє отримувачу електронної пошти перевірити справжність її відправника. Визначена в стандарті RFC 7489, який був ухвалений в березні 2015 року.
Визначає масштабований механізм визначення політик та налаштувань для валідації, розташування, та журналювання електронних повідомлень на стороні відправника, якими може скористатись отримувач для поліпшення оброблення електронних листів.

## Впровадження
Станом на травень 2017 року лише близько 2 % поштових серверів федерального уряду Сполучених Штатів користувались технологією DMARC. Із 98 найбільших лікарень в США лише близько третини використовували технологію DMARC. В липні 2017 року сенатор Рон Вайден звернувся до міністерства національної безпеки з вимогою впровадити DMARC на всіх поштових серверах федерального уряду США.